# Ciroyom (Cipeundeuy)
Ciroyom is een bestuurslaag in het regentschap Bandung Barat van de provincie West-Java, Indonesië. Ciroyom telt 7290 inwoners (volkstelling 2010).